# 日野西資子
日野西 資子（ひのにし すけこ、至徳元年/元中元年（1384年） - 永享12年9月8日（1440年10月3日））は、室町時代の貴族。後小松天皇の後宮、女院。称光天皇の母。後花園天皇の准母。日野西資国の娘。権大納言日野資教養女。院号は光範門院。

## 生涯
応永7年（1400年）、伯父権大納言日野資教の養女として後小松天皇の後宮に入り、応永8年（1401年）3月29日に躬仁親王（のち実仁、称光天皇）、応永11年（1404年）皇子（小川宮）、応永15年（1408年）理永女王をもうける。応永19年（1412年）、実仁親王が即位。応永24年（1417年）1月、従二位。翌25年（1418年）、御所の女官の新内侍（宮内卿五辻朝仲の娘）の懐妊騒動の中で、資子がかつて松木宗量（権中納言中御門宗重の子）と関係していたことが発覚し、宗量は処罰されたという 。応永32年（1425年）7月29日、准三宮、女院となり、光範門院と号した。正長元年（1428年）、称光天皇が嗣子なくして崩御、後花園天皇の即位により皇統は伏見宮の系統に移った。永享5年（1433年）後小松天皇が崩御し、出家。永享12年（1440年）9月8日、57歳で薨去。